# Blek bårdspindling
Blek bårdspindling (Cortinarius balteatoalbus) är en svampart som beskrevs av Rob. Henry 1958. Blek bårdspindling ingår i släktet Cortinarius och familjen spindlingar.  Arten är reproducerande i Sverige. Inga underarter finns listade i Catalogue of Life.
I den svenska databasen Dyntaxa används istället namnet Cortinarius areni-silvae för samma taxon.  Arten är reproducerande i Sverige.